# Amphibolis
Amphibolis C.Agardh – rodzaj traw morskich należący do rodziny bałwanicowatych (Cymodoceaceae), obejmujący dwa gatunki endemiczne: Amphibolis antarctica (Labill.) Asch., występujący wzdłuż wybrzeży Australii Zachodniej, Australii Południowej, Wiktorii i Tasmanii oraz Amphibolis griffithii (J.M.Black) Hartog, występujący wzdłuż wybrzeży Australii Zachodniej i Południowej.
Nazwa naukowa rodzaju pochodzi od greckiego słowa αμφίβολ (amphibol) – wątpliwy.

## Morfologia
PokrójTrawy morskie tworzące podwodne łąki.
ŁodygaBardzo rozgałęzione, sympodialne, zdrewniałe kłącza, z 1–2 korzeniami w każdym węźle, tworzące liczne, wyprostowane, zdrewniałe pędy naziemne z bliznami liściowymi.
KorzenieRozgałęzione, zdrewniałe, nieco skręcone.
LiścieLiście naprzeciwległe, wyrastające w wiązkach na końcach pędów. Pochwy liściowe spłaszczone, języczkowate i uszkowate, pozostawiające na łodydze wyraźne blizny liściowe po odpadnięciu liścia. Blaszki równowąskie, płaskie, całobrzegie. Użyłkowanie liścia niewyraźne, mniej więcej równoległe, złożone z 8–21 podłużnych żyłek. W pachwinach liści obecne łuski. Liczne komórki taninowe.
KwiatyRośliny dwupienne. Kwiaty pojedyncze wyrastają na krótkich pędach bocznych. Kwiaty męskie wsparte przez przysadkę, szypułkowe, zbudowane z 2 główek pręcików zrośniętych w dolnym odcinku, każda z 2 parami pylników, złączonych 2–3 łącznikami. Ziarna pyłku nitkowate. Kwiaty żeńskie złożone z 2 wolnych słupków, z których jeden jest przeważnie jałowy, wsparte przez okrągłą przysadkę, bardzo zredukowaną u A. griffithi. Każdy słupek składa się z krótkiej szyjki i 3 (rzadziej więcej) rozgałęziających się znamion oraz 4 (niekiedy więcej) perykarpicznych listków u nasady zalążni. Listki te tworzą aparat kotwiczący siewkę w podłożu.

## Biologia i ekologia
RozwójWieloletnie, wodne hemikryptofity (hydrohemikryptofity), wodopylne. Nasiona kiełkują bezpośrednio po zapyleniu na roślinie matecznej i utrzymują się na niej przez okres od 7 do 12 miesięcy. Po uwolnieniu pływają wolno w toni wodnej, aż aparat kotwiczący umożliwi siewce przyczepienie się w podłoża.
SiedliskoStrefa przybrzeżna, na piaszczystych osadach litoralnych, na głębokości do 22 metrów.

## Systematyka
Według Angiosperm Phylogeny Website (aktualizowany system APG IV z 2016) rodzaj należy do rodziny bałwanicowatych (Cymodoceaceae Vines), rzędu żabieńcowców (Alismatales Dumort.), w kladzie jednoliściennych (monocots).

## Zagrożenie i ochrona
Oba gatunki Amphibolis zostały ujęte w Czerwonej księdze gatunków zagrożonych ze stasutem LC (mniejszej troski). Nie są znane poważne zagrożenia tych roślin. Występują jednak lokalne zagrożenia wynikające z działalności człowieka, przede wszystkim prowadzonej gospodarki morskiej, przemysłu, budowy portów i prowadzenia prac na dnie morskim. Stanowiska obu gatunków podlegają ochronie obszarowej, na przykład Shark Bay World Heritage Area